# 唐国强 (1951年)
唐国强（1951年6月—），上海人，中华人民共和国政治人物、外交官，曾任中华人民共和国驻挪威王国特命全权大使。

## 生平
1974年，毕业于复旦大学外文系，进入中华人民共和国外交部工作，次年赴英国伦敦经济政治学院访学一年。先后在外交部翻译室、联合国日内瓦办事处、驻巴布亚新几内亚大使馆、外交部新闻司、驻英国大使馆任职。1994年，任驻英国大使馆参赞。1996年，任外交部新闻司副司长、外交部发言人。1998年，任外交部驻香港特派员公署副特派员。2002年6月，出任中华人民共和国驻捷克大使。2006年6月，出任中华人民共和国常驻联合国维也纳办事处代表。2009年9月，出任中华人民共和国驻挪威大使。2012年，任中国太平洋经济合作全国委员会会长。2017年，卸任会长一职。

## 家庭
已婚，有一子。